# Centrotoclytus occultus
Centrotoclytus occultus är en skalbaggsart som beskrevs av Holzschuh 2006. Centrotoclytus occultus ingår i släktet Centrotoclytus och familjen långhorningar. Inga underarter finns listade.